# خوتکووو
خوتکووو (به لهستانی:  Chotkowo) یک روستا در لهستان است که در گمینا بوژتوخوم واقع شده‌است. خوتکووو ۲۱۹ نفر جمعیت دارد.